# Mary Matalin
Mary Joe Matalin (19 de agosto de 1953) es una consultora política estadounidense, reconocida por su labor con el Partido Republicano de los Estados Unidos. 

## Carrera
Fue consultora durante el periodo presidencial de Ronald Reagan, directora de campaña de George H. W. Bush, asistente del presidente George W. Bush y consejera del vicepresidente Dick Cheney hasta el año 2003. Matalin ha sido redactora jefe de Ediciones Threshold, una publicación conservadora impresa por la editorial Simon & Schuster, desde marzo de 2005. Está casada con el consultor demócrata James Carville. Aparece en el premiado documental Boogie Man: The Lee Atwater Story además de actuar en la serie de HBO K Street.
El 5 de mayo de 2016, Matalin anunció su alianza con el Partido Libertario.